# Fayette megye (Indiana)
Fayette megye az Amerikai Egyesült Államokban, azon belül Indiana államban található. Megyeszékhelye és legnagyobb városa Connersville. Lakosainak száma 23 398 fő (2020. április 1.). Fayette megye Henry, Wayne, Union, Franklin és Rush megyékkel határos.

## Népesség
A megye népességének változása:
| Lakosok száma | 24 317 | 24 146 | 23 988 | 23 861 | 23 434 | 23 398 |
|               | 2010   | 2011   | 2012   | 2013   | 2015   | 2020   |